# Illicium floridanum
Illicium floridanum là một loài thực vật có hoa trong họ Schisandraceae. Loài này được J. Ellis miêu tả khoa học đầu tiên năm 1770.